# كريستيان لاكروا
كريستيان لاكروا (بالفرنسية: Christian Lacroix)‏ (ولد في 16 مايو 1951) هو مصمم أزياء فرنسي.

## وصلات خارجية
- كريستيان لاكروا على موقع IMDb (الإنجليزية)
- كريستيان لاكروا على موقع مونزينجر (الألمانية)
- كريستيان لاكروا على موقع إن إن دي بي (الإنجليزية)
- كريستيان لاكروا على موقع قاعدة بيانات الفيلم (الإنجليزية)
- كريستيان لاكروا الموقع الرسمي